# ژاک وایلد
ژاک وایلد (انگلیسی: Jacques Wild; ۲۰ اکتبر ۱۹۰۵ – ۲۶ نوامبر ۱۹۹۰) بازیکن فوتبال اهل فرانسه بود.
از باشگاه‌هایی که در آن بازی کرده‌است می‌توان به اشاره کرد.
وی همچنین در تیم ملی فوتبال فرانسه بازی کرده‌است.